# Шемятиче
Шемятѝче (на полски: Siemiatycze) е град в Източна Полша, Подляско войводство. Административен център е на Шемятички окръг, както и на селската Шемятичка община, без да е част от нея. Самият град е обособен в самостоятелна градска община с площ 36,25 км2. Към 2010 година населението му възлиза на 14 810 души.